# 聖佐治鎮區 (明尼蘇達州本頓縣)
聖佐治鎮區（英語：St. George Township）是位於美國明尼蘇達州本頓縣的一個行政鎮區。

## 地方資料
聖佐治鎮區的面積為95.10平方千米，當中陸地面積為94.90平方千米，而水域面積為0.20平方千米。根據2020年美國人口普查的數據，當地共有人口1273人，而人口密度為每平方千米13.39人。